# 야마사키촌
야마사키촌(山崎村)은 와카야마현 나가군에 설치되었던 촌이다. 현재의 이와데시 서부에 해당한다.